# Raffaele Melis
Raffaele Melis (Genoni, 25 marzo 1886 – Roma, 13 agosto 1943) è stato un presbitero italiano membro della congregazione degli Oblati di Maria Vergine, parroco della chiesa di Sant'Elena Imperatrice al Pigneto. La Chiesa cattolica lo riconosce servo di Dio.

## Biografia
Raffaele Melis nacque a Genoni, un piccolo paese agricolo nel centro della Sardegna, il 25 marzo 1886, unico superstite di otto figli, tutti scomparsi in tenera età.
Dopo aver frequentato con profitto le scuole elementari del paese, a 14 anni entrò nel Collegio-seminario dei Padri Oblati di Maria Vergine a Giaveno (Torino). Completò gli studi teologici a Roma all'Università Gregoriana. Nei suoi primi anni di sacerdozio fu impegnato nella direzione dei collegiali dell'Istituto.
Il 10 aprile 1909 fu ordinato sacerdote nella basilica di San Giovanni in Laterano e nel 1915 venne chiamato alle armi come cappellano militare, svolgendo un'attività di apostolato negli ospedali militari come aiutante di un capitano medico.
Nel 1936 venne nominato parroco della chiesa di sant'Elena Imperatrice al Casilino a Roma, dove la sua attività pastorale tornò ad emergere fino alla morte.
Gli furono di aiuto le esperienze caritative da lui fatte negli ospedali militari. Si dedicò in particolare alle opere di assistenza parrocchiali, alle numerose associazioni, agli infermi, ed ogni tipo di attività sacerdotale.
La sua opera toccò il culmine durante i durissimi bombardamenti di Roma. Dopo il primo, del 19 luglio 1943, si profuse, con altri suoi confratelli, nel soccorrere le famiglie colpite dai bombardamenti e i feriti rimasti nelle case e quelli portati negli ospedali.
Il 13 agosto 1943, durante il secondo bombardamento sulla città di Roma, venne colpita anche la zona del Pigneto-Casilino. In quel momento passava un trenino dell'allora ferrovia Roma-Fiuggi-Alatri-Frosinone, pieno di rimpatriati dall'Africa, nelle immediate vicinanze della chiesa di Sant'Elena. Padre Raffaele Melis accorse subito in soccorso ai feriti e per impartire l'estrema unzione ai morenti, ma rimase vittima di una seconda ondata di bombe. Venne trovato con il volto squarciato dall'esplosione, con l'Olio santo nella mano sinistra, e la mano destra rimasta nell'atto di amministrare il sacramento ai feriti.
Il 17 gennaio 1993, papa Giovanni Paolo II, durante la sua visita pastorale alla parrocchia di sant'Elena, ha sostato in preghiera davanti alla sua tomba, affidandogli il suo particolare messaggio di pace universale.
Il suo corpo riposa nella chiesa di sant'Elena Imperatrice sulla Casilina e nel 1995 è stata introdotta la Causa di beatificazione del Servo di Dio Padre Raffaele Melis.

## Riconoscimenti

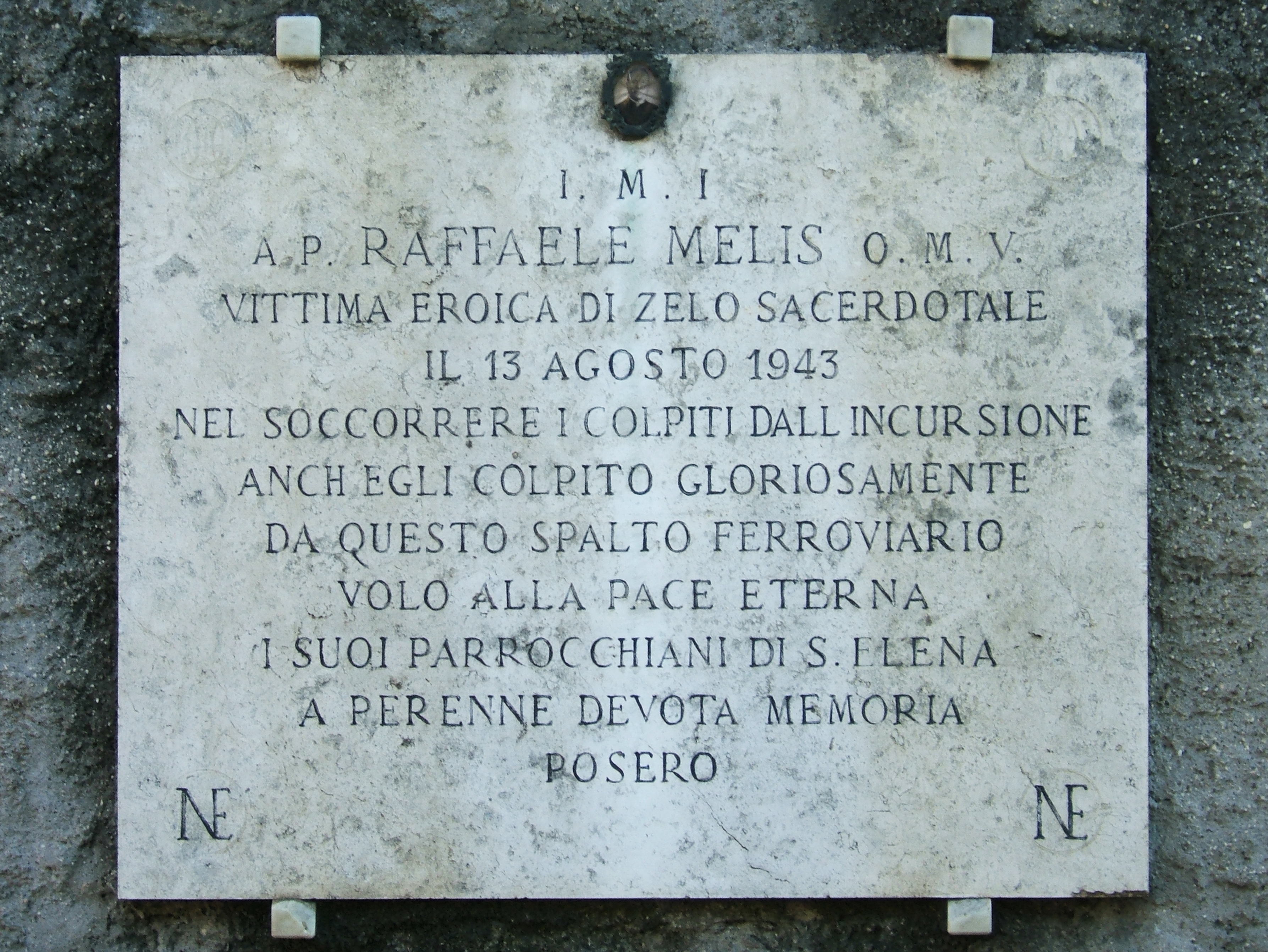
Lapide in ricordo di padre Melis a Roma

Sul muro di cinta ferroviario, all'altezza della discesa di via del Mandrione sulla via Casilina, è posta una croce di travertino con sottostante lapide a ricordo del parroco.
La Guardia di Finanza, ha patrocinato sin dalla prima edizione, il Premio Letterario Nazionale di Poesia "Padre Raffaele Melis o.m.v", arrivato alla 35ª edizione nel 2022 (già Giubileo d'Argento nel 2011), che è stato istituito nel lontano 1986 dal poeta-scrittore Domenico Di Lella, attuale presidente dell'omonima associazione, e Padre Ezio Bergamo allora Parroco di S. Elena Imperatrice, dove è sepolto Padre Raffaele Melis.
In suo nome è stata fondata a Roma nel 1989, l'Associazione Culturale "Padre Raffaele Melis", senza scopi di lucro, che continua nell'opera di diffusione della memoria di Padre Raffaele supportando il Premio di Poesia a lui dedicato.
La città di Roma gli ha intitolato una via nei pressi del luogo dove venne colpito, mentre Genoni, comune di nascita, una piazza, e l'Associazione Nazionale Nastro Azzurro gli ha assegnato la medaglia d'oro.

## Tappe fondamentali
| 25 marzo 1886   | Nasce a Genoni (NU) |
| 19 marzo 1895   | Riceve la Prima Comunione |
| 12 maggio 1900  | È seminarista nel Collegio Apostolico degli Oblati di Maria Vergine a Giaveno (TO) |
| 18 luglio 1903  | È Novizio Oblato di Maria Vergine a Pinerolo (TO) |
| 19 marzo 1904   | Indossa l'abito religioso degli Oblati di Maria Vergine |
| 25 aprile 1905  | Fa la Prima professione religiosa, emettendo i tre voti di povertà, castità e obbedienza, più quello di perseveranza nel carisma della Congregazione |
| 10 aprile 1909  | È ordinato sacerdote nella Basilica di San Giovanni in Laterano in Città del Vaticano, successivamente è Assistente al Collegio Apostolico di Chiavari (GE), Militare a Nervi (GE), Missionario a Pisa, Rettore di S. Jacopo a Pisa, prefetto degli studenti di Teologia, consultore generale della Congregazione |
| 3 novembre 1936 | È nominato parroco di S. Elena in Roma, data di inizio ufficiale del suo mandato il 10 gennaio 1937 |
| 13 agosto 1943  | Muore a Roma |